# Musicofilia
Musicofilia: Relatos de la música y el cerebro es la versión en español, publicada en el 2009, del libro del neurólogo Oliver Sacks acerca de la relación entre la música y el cerebro humano. El original en inglés se publicó el 16 de octubre de 2007 bajo el sello Knopf.
El 21 de octubre de 2007, Sacks conversó con Andrea Seabrook, de All Things Considered de NPR, acerca de la relación entre la música y el cerebro humano.
En la serie norteamericana Musical Minds, que Nova puso en el aire el 30 de junio de 2009, se presentaron cuatro de los casos descritos en el libro.

## Reseñas
En la reseña del diario norteamericano The Washington Post, Peter D. Kramer escribió: «En Musicofilia, Sacks se dirige a la intersección entre la neurología y la música, la música como aflicción y como tratamiento (…). Carente de la dinámica que propulsa a los otros textos de Sacks, Musicofilia amenaza el desintegrarse en un catálogo de fenómenos disparatados (…). Lo que hace que Musicofilia sea coherente es el mismo Sacks. Él es el argumento moral del libro. Curioso, culto, interesado, en sí mismo justifica la profesión médica y, podría decirse, la raza humana (…). Sacks es, en suma, el exponente ideal de la visión de que la respuesta a la música es innata a nuestra composición. También es el guía ideal para el territorio que cubre. Musicofilia les permite a los lectores unirse a Sacks en donde es más vital, entre melodías y con sus pacientes».
Musicofilia ingresó en la lista de los mejores libros del 2007 del The Washington Post.

## Índice
El libro consta de cuatro partes:
- Poseídos por la música (seis capítulos, acerca de trastornos relacionados con la percepción de la música: musicofilia repentina, ataques musicales, epilepsia musicogénica, imaginería e imaginación, música empalagosa (gusanos cerebrals, melodías pegadizas) y las alucinaciones musicales)
- Una musicalidad variada (ocho capítulos: la sensibilidad musical, la amusia y la disarmonía, el tono absoluto, la amusia coclear, la percepción del sonido en estéreo, los savants musicales, la percepción de la música en las personas con ceguera y la sinestesia)
- Memoria, movimiento y música (ocho capítulos: la amnesia, la afasia y la terapia musical, discinesia y salmodia, el síndrome de Tourette, el ritmo y el movimiento, la enfermedad de Parkinson, los dedos fantasma (el pianista con un solo brazo) y la distonía de músico)
- Emoción, identidad y música (siete capítulos: los sueños musicales, la seducción y la indiferencia, la locura y la melancolía, el caso de Harry S, los lóbulos temporales, el síndrome de Williams y la demencia)